# Le Justicier des ténèbres
Le Justicier des ténèbres (Forever Knight) est une série télévisée canadienne en 69 épisodes de 45 minutes, créée par Barney Cohen et James D. Parriott et diffusée entre le 5 mai 1992 et le 17 mai 1996 sur CBS.
En France, la série a été diffusée à partir du 8 mai 2001 sur 13e rue. Seule la première saison a été doublée et diffusée.

## Synopsis
Cette série met en scène Nick Knight, un vampire de 800 ans qui travaille comme détective de la brigade criminelle de Toronto.

## Distribution
- Geraint Wyn Davies (en) : Nick Knight
- Catherine Disher : Natalie Lambert
- Gary Farmer : Capitaine Joe Stonetree (1992-1993)
- John Kapelos : Inspecteur Donald G. Schanke (1992-1996)
- Natsuko Ohama : Capitaine Amanda Cohen (1994-1996)

## Production
Bien avant que la série ne soit lançée, un téléfilm intitulé Nick Knight a été produit par New World Television en 1989 avec dans les rôles principaux Rick Springfield et John Kapelos. Réalisé par Farhad Mann et écrit par Barney Cohen et James D. Pariott. Il a été diffusé sur CBS le 20 août 1989. N'ayant pas rencontré le succès escompté, le projet de série a été abandonné. Il n'a été repris que quelques années plus tard avec une maison de production différente.

## Épisodes

### Première saison (1992-1993)
1. Le Chevalier des Ténèbres (Dark Knight)
2. Parce que j'ai péché (For I Have Sinned)
3. Le dernier acte (Last Act)
4. Meurtre au Clair de Lune (Dance by the Light of the Moon)
5. Mourir de te connaître (Dying to Know You)
6. Faux témoin (False Witness)
7. Le cerisier en fleurs (Cherry Blossoms)
8. Justice sera faite (I Will Repay)
9. Meurtre en direct (Dead Air)
10. Chasseurs (Hunters)
11. L'impasse (Dead Issue)
12. Fibre paternelle (Father Figure)
13. Une ambition dévorante (Spin Doctor)
14. Prête à tout pour la gloire (Dying for Fame)
15. Rencontres au téléphone (Only the Lonely)
16. La preuve par l'image (Unreality TV)
17. Nourrir la bête (Feeding the Beast)
18. Le livre des miracles (If Looks Could Kill)
19. Erreur fatale (Fatal Mistake)
20. Vaccin de jouvence (1966)
21. Tuer par amour (Love You to Death)

### Seconde saison (1994-1995)
1. Killer Instinct
2. A Fate Worse Than Death
3. Stranger Than Fiction
4. Bad Blood
5. Forward Into the Past
6. Capital Offence
7. Hunted
8. Faithful Followers
9. Undue Process
10. Father's Day
11. Can't Run, Can't Hide
12. Amateur Night
13. Beyond the Law
14. The Fix
15. Be My Valentine
16. The Fire Inside
17. Blood Money
18. Partners of the Month
19. Queen of Harps
20. A More Permanent Hell
21. The Code
22. Curiouser and Curiouser
23. Near Death
24. Baby Baby
25. Close Call
26. Crazy Love

### Troisième saison (1995-1996)
1. Black Buddha: Part 1
2. Black Buddha: Part 2
3. Outside the Lines
4. Black Wing
5. Blind Faith
6. My Boyfriend Is a Vampire
7. Hearts of Darkness
8. Trophy Girl
9. Let No Man Tear Asunder
10. Night in Question
11. Sons of Belial
12. Strings
13. Fever
14. Dead of Night
15. Games Vampires Play
16. Human Factor
17. Avenging Angel
18. Fallen Idol
19. Jane Doe
20. Francesca
21. Ashes to Ashes
22. Last Knight